# Sōgi
Sōgi (宗祇?   1421 – Hakone, 1 de septiembre de 1502), fue un poeta japonés y monje Zen. 

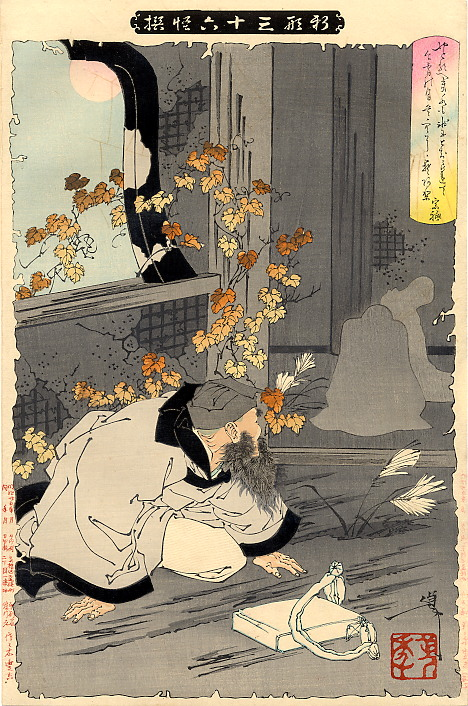
Dibujo de Tsukioka Yoshitoshi mostrando a Sōgi escribiendo un pareado a un fantasma.

Nació de una familia humilde de la provincia de Kii o de Ōmi; se hizo monje del templo Shokokuji en Kioto y estudió poesía, especializándose en la poesía renga. A sus 30 años se convirtió en un profesional del renga. Al llegar la era Sengoku visitó varias ciudades de Japón y conoció a personas importantes tales como patrones, otros poetas y sus dos discípulos. Luego de su periplo, regresó a Kioto.
Es considerado el mejor exponente del renga, con la elaboración de dos poemas llamados "Tres poetas en Minase" y "Tres poetas en Yuyama". Sus escritos fueron hechos a partir de estrofas cortas, y formaron un solo poema con varios cambios de humor y dirección. Sōgi escribió más de 90 obras (antologías, diarios, críticas poéticas, manuales, etc.). Antes de su muerte, en 1499 escribió sus memorias.